# DM i badminton
Danmarksmesterskaberne i badminton er et badmintonmesterskab, der siden sæsonen 1930-31 årligt er afholdt af Badminton Danmark, hvor der spilles om danmarksmesterskabet i følgende rækker: herresingle, damesingle, herredouble, damedouble og mixed double. 

## Mestre
I sæsonerne fra 1979-80 til 1986-87 blev der både afviklet et mesterskab for amatører og et åbent mesterskab.

### Alle mestre
| Danmarksmestre i badminton | Danmarksmestre i badminton             | Danmarksmestre i badminton              | Danmarksmestre i badminton                                                 | Danmarksmestre i badminton                                                | Danmarksmestre i badminton                                              | Danmarksmestre i badminton              |
| Sæson                      | Herresingle                            | Damesingle                              | Herredouble                                                                | Damedouble                                                                | Mixed double                                                            | Spillested                              |
| -------------------------- | -------------------------------------- | --------------------------------------- | -------------------------------------------------------------------------- | ------------------------------------------------------------------------- | ----------------------------------------------------------------------- | --------------------------------------- |
| 1930-31                    | Kaj Andersen (1) København             | Ruth Frederiksen (1) Skovshoved         | Sejlit Raaskou (1) Sven Strømann (1) Skovshoved                            | Gerda Frederiksen (1) Ruth Frederiksen (1) Skovshoved                     | Aksel Hansen (1) Bodil Clausen (1) Skovshoved                           | København                               |
| 1931-32                    | Sven Strømann (1) Skovshoved           | Ruth Frederiksen (2) Skovshoved         | Sejlit Raaskou (2) Sven Strømann (2) Skovshoved                            | Gerda Frederiksen (2) Ruth Frederiksen (2) Skovshoved                     | Sejlit Raaskou (1) Gerda Frederiksen (1) Skovshoved                     | København                               |
| 1932-33                    | Kaj Andersen (2) København             | Ruth Frederiksen (3) Skovshoved         | Sejlit Raaskou (3) Sven Strømann (3) Skovshoved                            | Gerda Frederiksen (3) Ruth Frederiksen (3) Skovshoved                     | Sven Strømann (1) Ruth Frederiksen (1) Skovshoved                       | København                               |
| 1933-34                    | Svend Strømann (2) Skovshoved          | Ruth Frederiksen (4) Skovshoved         | Axel Hansen (1) Sven Strømann (4) Skovshoved                               | Gerda Frederiksen (4) Ruth Frederiksen (4) Skovshoved                     | Sven Strømann (2) Ruth Frederiksen (2) Skovshoved                       | København                               |
| 1934-35                    | Poul Vagn Nielsen (1) Gentofte         | Ruth Frederiksen (5) Skovshoved         | Axel Hansen (2) Sven Strømann (5) Skovshoved                               | Gerda Frederiksen (5) Ruth Frederiksen (5) Skovshoved                     | Sven Strømann (3) Ruth Frederiksen (3) Skovshoved                       | København                               |
| 1935-36                    | Poul Vagn Nielsen (2) Gentofte         | Ruth Frederiksen (6) Skovshoved         | Eric Kirchoff (1) Poul Vagn Nielsen (1) Gentofte                           | Bodil Strømann (1) Skovshoved Tonny Olsen (1) Gentofte                    | Poul Vagn Nielsen (1) Tonny Olsen (1) Gentofte                          | København                               |
| 1936-37                    | Erik Kirchhoff (1) Gentofte            | Ruth Frederiksen (7) Skovshoved         | Tage Madsen (1) Carl Frøhlke (1) Skovshoved                                | Gerda Frederiksen (6) Ruth Dalsgaard (6) Skovshoved                       | Aksel Hansen (2) Ruth Dalsgaard (4) Skovshoved                          | København                               |
| 1937-38                    | Tage Madsen (1) Skovshoved             | Tonny Olsen (1) Gentofte                | Tage Madsen (2) Carl Frøhlke (2) Skovshoved                                | Bodil Rise (1) Tonny Olsen (2) Gentofte                                   | Tage Madsen (1) Bodil Strømann (2) Skovshoved                           | København                               |
| 1938-39                    | Conny Jepsen (1) Skovshoved            | Tonny Olsen (2) Gentofte                | Gunnar Holm (1) Niels Kjerns (1) Skovshoved                                | Bodil Rise (2) Tonny Olsen (3) Gentofte                                   | Tage Madsen (2) Ruth Dalsgaard (5) Skovshoved                           | København                               |
| 1939-40                    | Tage Madsen (2) Skovshoved             | Tonny Olsen (3) Gentofte                | Tage Madsen (3) Carl Frøhlke (3) Skovshoved                                | Bodil Duus (3) Tonny Olsen (4) Gentofte                                   | Tage Madsen (3) Ruth Dalsgaard (6) Skovshoved                           | København                               |
| 1940-41                    | Conny Jepsen (2) Skovshoved            | Agnete Friis (1) Odense                 | Tage Madsen (4) Carl Frøhlke (4) Skovshoved                                | Agnete Friis (1) Odense Jytte Thayssen (1) Skovshoved                     | Jan Schmidt (1) Jytte Thayssen (1) Skovshoved                           | København                               |
| 1941-42                    | Tage Madsen (3) Skovshoved             | Tonny Olsen (4) Gentofte                | Tage Madsen (5) Carl Frøhlke (5) Skovshoved                                | Ruth Dalsgaard (7) Jytte Thayssen (2) Skovshoved                          | Tage Madsen (4) Ruth Dalsgaard (7) Skovshoved                           | København                               |
| 1942-43                    | Tage Madsen (4) Skovshoved             | Tonny Olsen (5) Gentofte                | Jesper Bie (1) København BK Børge Frederiksen (1) Skovshoved               | Agnete Friis (2) Odense Tonny Olsen (5) Gentofte                          | Jan Schmidt (2) Jytte Thayssen (2) Skovshoved                           | København                               |
| 1943-44                    | Tage Madsen (5) Skovshoved             | Agnete Friis (2) Amager                 | Tage Madsen (6) Carl Frøhlke (6) Skovshoved                                | Marie Ussing (1) Jytte Thayssen (3) Skovshoved                            | Jan Schmidt (3) Jytte Thayssen (3) Skovshoved                           | Idrætshuset, København                  |
| 1944-45                    | Tage Madsen (6) Skovshoved             | Tonny Olsen (6) Gentofte                | Tage Madsen (7) Carl Frøhlke (7) Skovshoved                                | Marie Ussing (2) Jytte Thayssen (4) Skovshoved                            | Jan Schmidt (4) Jytte Thayssen (4) Skovshoved                           | Idrætshuset, København                  |
| 1945-46                    | Tage Madsen (7) Skovshoved             | Tonny Olsen (7) Gentofte                | Jørn Skaarup (1) Preben Dabelsteen (1) Nykøbing F.                         | Agnete Friis (3) Tonny Olsen (6) Gentofte                                 | Tage Madsen (5) Skovshoved Kirsten Thorndahl (1) Amager                 | København                               |
| 1946-47                    | Jørn Skaarup (1) Nykøbing F.           | Kirsten Thorndahl (1) Amager            | Jørn Skaarup (2) Nykøbing F. Preben Dabelsteen (2) Frederiksberg           | Agnete Friis (4) Tonny Ahm (7) Gentofte                                   | Poul Holm (1) Aase Schiøtt Jacobsen (1) Gentofte                        | København                               |
| 1947-48                    | Jørn Skaarup (2) Frederiksberg         | Tonny Ahm (8) Gentofte                  | Jørn Skaarup (3) Preben Dabelsteen (3) København                           | Agnete Friis (5) Tonny Ahm (8) Gentofte                                   | Jørn Skaarup (1) København Tonny Ahm (2) Gentofte                       | København                               |
| 1948-49                    | Poul Holm (1) Gentofte                 | Tonny Ahm (9) Gentofte                  | Tage Madsen (8) Børge Frederiksen (2) Skovshoved                           | Kirsten Thorndahl (1) Amager Aase Svendsen (1) København                  | Tage Madsen (6) Skovshoved Kirsten Thorndahl (2) Amager                 | Idrætshuset, København                  |
| 1949-50                    | Jørn Skaarup (3) København             | Tonny Ahm (10) Gentofte                 | Ib Olesen (1) København John Nygaard (1) Amager                            | Agnete Friis (6) Birgit Rostgaard Frøhne (1) Gentofte                     | Poul Holm (2) Tonny Ahm (3) Gentofte                                    | København                               |
| 1950-51                    | Poul Holm (2) Gentofte                 | Kirsten Thorndahl (2) Amager            | Jørn Skaarup (4) Preben Dabelsteen (4) København                           | Aase Schiøtt Jacobsen (1) Tonny Ahm (9) Gentofte                          | Arve Lossmann (1) Kirsten Thorndahl (3) Amager                          | Odense                                  |
| 1951-52                    | Poul Holm (3) Gentofte                 | Tonny Ahm (11) Gentofte                 | Poul Holm (1) Ole Jensen (1) Gentofte                                      | Jytte Kjems (5) Marie Ussing (3) Skovshoved                               | Poul Holm (3) Tonny Ahm (4) Gentofte                                    | København                               |
| 1952-53                    | Poul Holm (4) Gentofte                 | Aase Schiøtt Jacobsen (1)               | Poul Holm (2) Ole Jensen (2) Gentofte                                      | Agnete Friis (7) Birgit Schultz-Pedersen (2) Gentofte                     | Jørgen Hammergaard Hansen (1) Anni Jørgensen (1) København              | KBK's hal, København                    |
| 1953-54                    | Jørn Skaarup (4) København             | Aase Schiøtt Jacobsen (2)               | Poul Holm (3) Ole Jensen (3) Gentofte                                      | Agnete Friis (8) Gitte Schultz-Pedersen (3) Gentofte                      | Finn Kobberø (1) Inge Birgit Anker Hansen (1) København                 | København                               |
| 1954-55                    | Finn Kobberø (1) København             | Inger Kjærsgaard (1)                    | Finn Kobberø (1) Jørgen Hammergaard Hansen (1) København                   | Aase Winther (2) Anni Jørgensen (1) København                             | Poul-Erik Nielsen (1) Skovshoved Kirsten Thorndahl (4) Amager           | København                               |
| 1955-56                    | Palle Granlund (1) Amager              | Tonny Petersen (1) Amager               | Jørn Skaarup (5) Preben Dabelsteen (5) København                           | Aase Winther (3) Inge Birgit Anker Hansen (1) København                   | Jørn Skaarup (2) Anni Jørgensen (2) København                           | København                               |
| 1956-57                    | Finn Kobberø (2) København             | Tonny Ahm (12) Gentofte                 | Finn Kobberø (2) Jørgen Hammergaard Hansen (2) København                   | Kirsten Thorndahl (2) Amager Anni Hammergaard Hansen (1) København        | Finn Kobberø (2) Lis Hagen Olsen (1) København                          | KBK's hal, København                    |
| 1957-58                    | Finn Kobberø (3) København             | Hanne Jensen (1) København              | Finn Kobberø (3) Jørgen Hammergaard Hansen (3) København                   | Agnete Friis (9) Birte Kristiansen (1) Gentofte                           | Finn Kobberø (3) Lis Hagen Olsen (2) København                          | København                               |
| 1958-59                    | Knud Aage Nielsen (1) Nykøbing F       | Inger Kjærgaard (2) Odense              | Finn Kobberø (4) Bent Albertsen (1) København                              | Kirsten Thorndahl (3) Amager Hanne Jensen (1) København                   | Poul-Erik Nielsen (2) Skovshoved Inge Birgit Anker Hansen (2) KBK       | København                               |
| 1959-60                    | Finn Kobberø (4) København             | Tonny Holst-Christensen (2) Amager      | Finn Kobberø (5) Bent Albertsen (2) København                              | Aase Winther (4) Inge Birgit Anker Hansen (2) København                   | Finn Kobberø (4) København Kirsten Thorndahl (5) Amager                 | Odense                                  |
| 1960-61                    | Erland Kops (1) København              | Hanne Jensen (2) København              | Erland Kops (1) København Poul-Erik Nielsen (1) Skovshoved                 | Kirsten Thorndahl (4) Amager Hanne Jensen (2) København                   | Poul-Erik Nielsen (3) Skovshoved Inge Birgit Anker Hansen (3) København | København                               |
| 1961-62                    | Erland Kops (2) København              | Karin Jørgensen (1) København           | Finn Kobberø (6) Jørgen Hammergaard Hansen (4) København                   | Karin Jørgensen (1) Ulla Rasmussen (1) København                          | Finn Kobberø (5) København Kirsten Thorndahl (6) Valby                  | København                               |
| 1962-63                    | Henning Borch (1) Amager               | Ulla Rasmussen (1) København            | Finn Kobberø (7) Jørgen Hammergaard Hansen (5) København                   | Karin Jørgensen (2) Ulla Rasmussen (2) København                          | Finn Kobberø (6) Anne Flindt (1) København                              | København                               |
| 1963-64                    | Erland Kops (3) København              | Pernille Mølgaard Hansen (1) Gentofte   | Finn Kobberø (8) Jørgen Hammergaard Hansen (6) København                   | Karin Jørgensen (3) Ulla Rasmussen (3) København                          | Finn Kobberø (7) Ulla Rasmussen (1) København                           | København                               |
| 1964-65                    | Erland Kops (4) København              | Ulla Rasmussen (2) København            | Erland Kops (2) København Carsten Morild (1) Triton Aalborg                | Karin Jørgensen (4) Ulla Rasmussen (4) København                          | Finn Kobberø (8) Ulla Rasmussen (2) København                           | København                               |
| 1965-66                    | Svend Pri (1) Amager                   | Lizbeth von Barnekow (1) Charlottenlund | Finn Kobberø (9) Jørgen Hammergaard Hansen (7) København                   | Karin Jørgensen (5) Ulla Strand (5) København                             | Finn Kobberø (9) Ulla Strand (3) København                              | København                               |
| 1966-67                    | Erland Kops (5) København              | Lonny Funch (1) Skovshoved              | Henning Borch (1) Jørgen Mortensen (1) Amager                              | Marianne Svensson (1) Ulla Strand (6) København                           | Per Walsøe (1) Pernille Mølgaard Hansen (1) Gentofte                    | København                               |
| 1967-68                    | Svend Pri (2) Amager                   | Ulla Strand (3) København BK            | Erland Kops (3) København BK Henning Borch (2) Amager                      | Anne Flindt (1) Bente Flindt Sørensen (1) Gentofte                        | Svend Pri (1) Amager Ulla Strand (4) København                          | København                               |
| 1968-69                    | Svend Pri (3) Amager                   | Imre Rietveld Nielsen (1) Skovshoved    | Erland Kops (4) København BK Henning Borch (3) Amager                      | Karin Jørgensen (6) København Lizbeth von Barnekow (1) Charlottenlund     | Per Walsøe (2) Pernille Mølgaard Hansen (2) Gentofte                    | København                               |
| 1969-70                    | Svend Pri (4) Amager                   | Imre Rietveld Nielsen (2) Nykøbing F.   | Svend Pri (1) Amager Per Walsøe (1) Gentofte                               | Karin Jørgensen (7) Ulla Strand (7) København                             | Per Walsøe (3) Pernille Mølgaard Hansen (3) Gentofte                    | Gedser                                  |
| 1970-71                    | Jørgen Mortensen (1) Amager            | Lizbeth von Barnekow (2) Charlottenlund | Svend Pri (2) Amager Per Walsøe (2) Gentofte                               | Karin Jørgensen (8) Ulla Strand (8) København                             | Svend Pri (2) Amager Ulla Strand (5) København                          | København                               |
| 1971-72                    | Svend Pri (5) Amager                   | Lene Køppen (1) Valby                   | Poul Petersen (1) Østerbro Per Walsøe (3) Gentofte                         | Pernille Kaagaard (1) Anne Flindt (2) Gentofte                            | Svend Pri (3) Amager Ulla Strand (6) København                          | København                               |
| 1972-73                    | Svend Pri (6) Amager                   | Lene Køppen (2) Valby                   | Svend Pri (3) Amager Poul Petersen (2) Østerbro                            | Ulla Strand (9) København Lene Køppen (1) Valby                           | Svend Pri (4) Amager Ulla Strand (7) København                          | København                               |
| 1973-74                    | Svend Pri (7) Søllerød-Nærum IK        | Lene Køppen (3) Valby                   | Svend Pri (4) Søllerød-Nærum IK Poul Petersen (3) Østerbro                 | Pernille Kaagaard (2) Gentofte Ulla Strand (10) København                 | Elo Hansen (1) Ulla Strand (8) København                                | København                               |
| 1974-75                    | Svend Pri (8) Søllerød-Nærum           | Lene Køppen (4) Gentofte                | Elo Hansen (1) Flemming Delfs (1) København                                | Lene Køppen (2) Gentofte Inge Borgstrøm (1) Ringsted                      | Steen Skovgaard (1) Pernille Kaagaard (4) Gentofte                      | København                               |
| 1975-76                    | Flemming Delfs (1) Værløse             | Lene Køppen (5) Gentofte                | Elo Hansen (2) Hvidovre Flemming Delfs (2) Værløse                         | Lene Køppen (3) Gentofte Inge Borgstrøm (2) Ringsted                      | Steen Skovgaard (2) Pernille Kaagaard (5) Gentofte                      | København                               |
| 1976-77                    | Flemming Delfs (2) Værløse             | Lene Køppen (6) Gentofte                | Steen Skovgaard (1) Gentofte Svend Pri (5) Søllerød-Nærum                  | Lene Køppen (4) Gentofte Lonny Bostofte (1) Nykøbing F                    | Steen Skovgaard (3) Lene Køppen (1) Gentofte                            | København                               |
| 1977-78                    | Morten Frost (1) Gentofte              | Lene Køppen (7) Gentofte                | Steen Skovgaard (2) Gentofte Flemming Delfs (3) Værløse                    | Pia Nielsen (1) Inge Borgstrøm (3) Køge                                   | Steen Skovgaard (4) Lene Køppen (2) Gentofte                            | ?                                       |
| 1978-79                    | Morten Frost (2) Gentofte              | Lene Køppen (8) Gentofte                | Mogens Neergaard (1) Kenneth Larsen (1) Triton Aalborg                     | Lene Køppen (5) Susanne Berg (1) Gentofte                                 | Steen Skovgaard (5) Lene Køppen (3) Gentofte                            | København                               |
| 1979-80 Amatør             | Jesper Helledie (1) Hvidovre           | Agnethe Juul (1) Højbjerg               | Jesper Helledie (1) Jan Hammergaard Hansen (1) Hvidovre                    | Lonny Bostofte (2) Skovshoved Inge Borgstrøm (4) Ringsted                 | Jesper Helledie (1) Hvidovre Inge Borgstrøm (1) Ringsted                | ?                                       |
| 1979-80 Åben               | Morten Frost (3) Gentofte              | Lene Køppen (9) Gentofte                | Steen Fladberg (1) Køge Morten Frost (1) Gentofte                          | Lene Køppen (6) Anne Skovgaard (1) Gentofte                               | Steen Fladberg (1) Lene Køppen (4) Gentofte                             | Aarhus                                  |
| 1980-81 Amatør             | Gert Helsholt (1) Søllerød-Nærum IK    | Rikke V. Sørensen (1) København         | Jan Hammergaard Hansen (2) Hvidovre Kenneth Larsen (2) Triton              | Dorte Kjær (1) Greve Strand Nettie Nielsen (1) Hvidovre                   | Jan Hammergaard Hansen (1) Helle Guldborg (1) Hvidovre                  | ?                                       |
| 1980-81 Åben               | Flemming Delfs (3) Greve Strand        | Lene Køppen (10) Gentofte               | Steen Skovgaard (3) Gentofte Flemming Delfs (4) Greve Strand               | Lene Køppen (7) Anne Skovgaard (2) Gentofte                               | Steen Skovgaard (6) Anne Skovgaard (1) Gentofte                         | ?                                       |
| 1981-82 Amatør             | Jens Peter Nierhoff (1) Triton Aalborg | Kirsten Larsen (1) Gentofte             | Jens Peter Nierhoff (1) Triton Aalborg Jesper Helledie (2) Hvidovre        | Annette Bernth (1) Lise Kissmeyer (1) Hvidovre                            | Steen Fladberg (2) Pia Nielsen (1) Køge                                 | ?                                       |
| 1981-82 Åben               | Morten Frost (4) Gentofte              | Lene Køppen (11) Gentofte               | Steen Fladberg (2) Køge Morten Frost (2) Gentofte                          | Lene Køppen (8) Anne Skovgaard (3) Gentofte                               | Steen Skovgaard (7) Anne Skovgaard (2) Gentofte                         | ?                                       |
| 1982-83 Amatør             | Steen Beier (1) Esbjerg                | Kirsten Larsen (2) Gentofte             | Jens Peter Nierhoff (2) Gentofte Jesper Helledie (3) Hvidovre              | Nettie Nielsen (2) Hvidovre Dorte Kjær (2) Greve Strand                   | Steen Skovgaard (8) Anne Skovgaard (3) Gentofte                         | Højbjerg                                |
| 1982-83 Åben               | Morten Frost (5) Gentofte              | Lene Køppen (12) Gentofte               | Steen Skovgaard (4) Jens Peter Nierhoff (3) Gentofte                       | Nettie Nielsen (3) Hvidovre Dorte Kjær (3) Greve Strand                   | Steen Skovgaard (9) Anne Skovgaard (4) Gentofte                         | Karlslunde                              |
| 1983-84 Amatør             | Ib Frederiksen (1) Højbjerg            | Agnethe Juul (2) Højbjerg               | Michael Kjeldsen (1) Gentofte Mark Christiansen (1) Triton Aalborg         | Liselotte Göttsche (1) Herning Grete Mogensen (1) Esbjerg                 | Mark Christiansen (1) Triton Aalborg Hanne Adsbøl (1) Lyngby BK         | Nykøbing Falster                        |
| 1983-84 Åben               | Morten Frost (6) Gentofte              | Kirsten Larsen (3) Gentofte             | Jens Peter Nierhoff (4) Morten Frost (3) Gentofte                          | Hanne Adsbøl (1) Lyngby Kirsten Larsen (1) Gentofte                       | Morten Frost (1) Ulla-Britt Frost (1) Gentofte                          | Hundested                               |
| 1984-85 Amatør             | Poul-Erik Høyer Larsen (1) Helsinge    | Charlotte Hattens (1) Gentofte          | Torben Carlsen (1) Mark Christiansen (2) Triton Aalborg                    | Liselotte Göttsche (2) Herning Grete Mogensen (2) Esbjerg                 | Ib Frederiksen (1) Gitte Paulsen (1) Triton Aalborg                     | Rønne                                   |
| 1984-85 Åben               | Torben Carlsen (1) Triton Aalborg      | Lisbet Stuer-Lauridsen (1) Gentofte     | Michael Kjeldsen (2) Gentofte Mark Christiansen (3) Triton Aalborg         | Nettie Nielsen (4) Hvidovre Dorte Kjær (4) Greve Strand                   | Steen Fladberg (3) Køge Gitte Paulsen (2) Triton Aalborg                | Karlslunde                              |
| 1985-86 Amatør             | Poul-Erik Høyer Larsen (2) Gentofte    | Charlotte Hattens (2) Gentofte          | Nils Skeby (1) Triton Aalborg Jan Hammergaard Hansen (3) Hvidovre          | Lotte Olsen (1) Greve Strand BK Nettie Nielsen (5) Hvidovre               | Peter Buch (1) Lillerød Hanne Adsbøl (2) Gentofte                       | Kastrup-Magleby                         |
| 1985-86 Åben               | Ib Frederiksen (2) Gentofte            | Kirsten Larsen (4) Gentofte             | Michael Kjeldsen (3) Gentofte Mark Christiansen (4) Triton Aalborg         | Nettie Nielsen (6) Hvidovre Dorte Kjær (5) Greve Strand                   | Steen Fladberg (4) Køge Gitte Paulsen (3) Triton Aalborg                | Kerteminde                              |
| 1986-87 Amatør             | Claus Thomsen (1) Gentofte             | Pernille Nedergaard (1) Gentofte        | Max Gandrup (1) Thomas Lund (1) Herning BK                                 | Grete Mogensen (3) Højbjerg Gitte Paulsen (1) Triton Aalborg              | Jan Paulsen (1) Gitte Paulsen (4) Triton Aalborg                        | Lillerød                                |
| 1986-87 Åben               | Morten Frost (7) Gentofte              | Kirsten Larsen (5) Gentofte             | Jan Paulsen (1) Triton Aalborg Steen Fladberg (3) Køge                     | Nettie Nielsen (7) Hvidovre Dorte Kjær (6) Greve Strand                   | Steen Fladberg (5) Køge Gitte Paulsen (5) Triton Aalborg                | ?                                       |
| 1987-88                    | Michael Kjeldsen (1) Triton Aalborg    | Kirsten Larsen (6) Køge                 | Michael Kjeldsen (4) Triton Aalborg Jens Peter Nierhoff (5) Hvidovre       | Dorte Kjær (7) Greve Strand BK Nettie Nielsen (8) Hvidovre                | Mark Christiansen (2) Marian Christiansen (1) Triton Aalborg            | Skagen                                  |
| 1988-89                    | Poul-Erik Høyer Larsen (3) Gentofte    | Kirsten Larsen (7) Køge                 | Michael Kjeldsen (5) Skovshoved Mark Christiansen (5) Triton Aalborg       | Anne Mette Bille (1) Skovshoved Lotte Olsen (2) KMB                       | Henrik Svarrer (1) Hvidovre Dorte Kjær (1) Greve Strand                 | Nykøbing Falster                        |
| 1989-90                    | Morten Frost (8) Nykøbing S.           | Charlotte Hattens (3) Gentofte          | Jens Peter Nierhoff (6) Hvidovre Jon Holst-Christensen (1) Lillerød        | Nettie Nielsen (9) Hvidovre Dorte Kjær (8) Greve Strand                   | Thomas Lund (1) KMB Pernille Dupont (1) Gentofte                        | Helsingør                               |
| 1990-91                    | Morten Frost (9) Nykøbing S            | Camilla Martin (1) Højbjerg             | Jon Holst-Christensen (2) Lillerød Thomas Lund (2) KMB                     | Dorte Kjær (9) Greve Strand Lotte Olsen (3) KMB                           | Jon Holst-Christensen (1) Lillerød Grete Mogensen (1) Herning BK        | Aalborg                                 |
| 1991-92                    | Thomas Stuer-Lauridsen (1) Gentofte    | Camilla Martin (2) Højbjerg             | Jon Holst-Christensen (3) Lillerød Thomas Lund (3) KMB                     | Pernille Dupont (1) Gentofte Grete Mogensen (4) Herning                   | Thomas Lund (2) KMB Pernille Dupont (2) Gentofte                        | Silkeborg                               |
| 1992-93                    | Thomas Stuer-Lauridsen (2) Gentofte    | Camilla Martin (3) Højbjerg             | Jon Holst-Christensen (4) Lillerød Thomas Lund (4) KMB                     | Grete Mogensen (5) Herning Lisbet Stuer-Lauridsen (1) Lillerød            | Thomas Lund (3) KMB Marlene Thomsen (1) Skovshoved                      | Middelfart                              |
| 1993-94                    | Thomas Stuer-Lauridsen (3) Gentofte    | Camilla Martin (4) Højbjerg             | Jon Holst-Christensen (5) Lillerød Michael Søgaard (1) KMB                 | Lisbet Stuer-Lauridsen (2) Lillerød Lotte Olsen (4) KMB                   | Jon Holst-Christensen (2) Lillerød Rikke Olsen (1) KMB                  | Rødby                                   |
| 1994-95                    | Poul-Erik Høyer Larsen (4) Lillerød    | Camilla Martin (5) Højbjerg             | Jon Holst-Christensen (6) Lillerød Thomas Lund (5) KMB                     | Helene Kirkegaard (1) Lillerød Rikke Olsen (1) KMB                        | Jon Holst-Christensen (3) Lillerød Rikke Olsen (2) KMB                  | Vejle                                   |
| 1995-96                    | Poul-Erik Høyer Larsen (5) Lillerød    | Camilla Martin (6) Højbjerg             | Jon Holst-Christensen (7) Lillerød Thomas Lund (6) KMB                     | Lisbet Stuer-Lauridsen (3) Gentofte Marlene Thomsen (1) Skovshoved        | Thomas Stavngaard (1) Ann Jørgensen (1) Lillerød                        | Svendborg                               |
| 1996-97                    | Peter Rasmussen (1) Hillerød           | Camilla Martin (7) Gentofte             | Jon Holst-Christensen (8) Lillerød Michael Søgaard (2) KMB                 | Lisbet Stuer-Lauridsen (4) Gentofte Marlene Thomsen (2) Skovshoved        | Thomas Stavngaard (2) Ann Jørgensen (2) Lillerød                        | Højbjerg                                |
| 1997-98                    | Poul-Erik Høyer Larsen (6) Lillerød    | Camilla Martin (8) Gentofte             | Jon Holst-Christensen (9) Lillerød Michael Søgaard (3) KMB                 | Rikke Olsen (2) KMB Marlene Thomsen (3) Skovshoved                        | Michael Søgaard (1) Rikke Olsen (3) KMB                                 | Vejen                                   |
| 1998-99                    | Peter Rasmussen (2) Hillerød           | Camilla Martin (9) Gentofte             | Jens Eriksen (1) Jesper Larsen (1) Hvidovre                                | Mette Schjoldager (1) Hvidovre Ann-Lou Jørgensen (1) KMB                  | Michael Søgaard (2) Rikke Olsen (4) KMB                                 | Roskilde                                |
| 1999-2000                  | Peter Gade (1) Gentofte                | Camilla Martin (10) Gentofte            | Jim Laugesen (1) Gentofte Michael Søgaard (4) KMB                          | Helene Kirkegaard (2) Lillerød Rikke Olsen (3) KMB                        | Michael Søgaard (3) Rikke Olsen (5) KMB                                 | Højbjerg                                |
| 2000-01                    | Peter Gade (2) Gentofte                | Camilla Martin (11) Gentofte            | Jens Eriksen (2) Jesper Larsen (2) Hvidovre                                | Helene Kirkegaard (3) Lillerød Rikke Olsen (4) KMB                        | Michael Søgaard (4) Rikke Olsen (6) KMB                                 | Fredericia                              |
| 2001-02                    | Peter Gade (3) Gentofte                | Camilla Martin (12) Gentofte            | Jens Eriksen (3) Hvidovre Martin Lundgaard (1) Værløse                     | Jane F. Bramsen (1) Ann-Lou Jørgensen (2) KMB                             | Michael Søgaard (5) Rikke Olsen (7) KMB                                 | Haderslev                               |
| 2002-03                    | Peter Gade (4) Gentofte                | Camilla Martin (13) Værløse             | Jim Laugesen (2) Gentofte Michael Søgaard (5) KMB                          | Rikke Olsen (5) Ann-Lou Jørgensen (3) KMB                                 | Jens Eriksen (1) Mette Schjoldager (1) Hvidovre                         | Svendborg                               |
| 2003-04                    | Kenneth Jonassen (1) Greve             | Tine Rasmussen (1) KMB                  | Lars Paaske (1) KBK Jonas Rasmussen (1) KMB                                | Rikke Olsen (6) Ann-Lou Jørgensen (4) KMB                                 | Jens Eriksen (2) Mette Schjoldager (2) Hvidovre                         | Aalborg                                 |
| 2004-05                    | Peter Gade (5) Gentofte                | Tine Rasmussen (2) KMB                  | Jens Eriksen (4) Hvidovre Martin Lundgaard (2) Værløse                     | Rikke Olsen (7) KMB Mette Schjoldager (2) Hvidovre                        | Thomas Laybourn (1) Kamilla Rytter Juhl (1) Værløse                     | Odense                                  |
| 2005-06                    | Peter Gade (6) Højbjerg                | Tine Rasmussen (3) KMB                  | Jens Eriksen (5) Hvidovre Martin Lundgaard (3) Værløse                     | Britta Andersen (1) Mette Schjoldager (3) Hvidovre                        | Jens Eriksen (3) Mette Schjoldager (3) Hvidovre                         | Vejen                                   |
| 2006-07                    | Peter Gade (7) Højbjerg                | Tine Rasmussen (4) KMB                  | Lars Paaske (2) Greve Jonas Rasmussen (2) KMB                              | Christinna Pedersen (1) Frederikshavn Mie Schjøtt-Kristensen (1) Hillerød | Jens Eriksen (4) Hvidovre Helle Nielsen (1) KMB                         | Esbjerg                                 |
| 2007-08                    | Kenneth Jonassen (2) Greve             | Tine Rasmussen (5) Værløse              | Mathias Boe (1) Skælskør Carsten Mogensen (1) KMB                          | Helene Kirkegaard (4) Skælskør Mette van Dalm (1) Frederikshavn           | Joachim Fischer (1) Ann-Lou Jørgensen (1) KMB                           | Frederikshavn                           |
| 2008-09                    | Peter Høeg Gade (8) Skælskør-Slagelse  | Tine Rasmussen (6) Værløse              | Mathias Boe (2) Skælskør Carsten Mogensen (2) KMB                          | Kamilla Rytter Juhl (1) Værløse Lena Frier Kristiansen (1) Aarhus Elite   | Thomas Laybourn (2) KMB Kamilla Rytter Juhl (2) Værløse                 | Randers                                 |
| 2009-10                    | Peter Høeg Gade (9) Skælskør-Slagelse  | Tine Rasmussen (7) Værløse              | Mathias Boe (3) Skælskør Carsten Mogensen (3) Greve                        | Helle Nielsen (1) KMB Marie Røpke (1) Gentofte                            | Mikkel Delbo Larsen (1) Gentofte Mette Schjoldager (4) Skovshoved       | Slagelse                                |
| 2010-11                    | Peter Høeg Gade (10) Skælskør-Slagelse | Tine Baun (8) Værløse                   | Mads Conrad-Petersen (1) Aarhus AB Jonas Rasmussen (3) Vendsyssel Elite    | Marie Røpke (2) Gentofte Line Kruse (1) Viby J.                           | Mads Pieler Kolding (1) Værløse Maria Helsbøl (1) Værløse               | Randers                                 |
| 2011-12                    | Jan Ø. Jørgensen (1) Skovshoved        | Tine Baun (9) Værløse                   | Mads Conrad-Petersen (2) Odense Jonas Rasmussen (4) Greve                  | Line Kruse (2) Marie Røpke (3) Gentofte                                   | Anders Skaarup Rasmussen (1) Højbjerg Sara Thygesen (1) Odense          | Frederiksberg-Hallerne, Frederiksberg   |
| 2012-13                    | Jan Ø. Jørgensen (2) Skovshoved        | Tine Baun (10) Værløse                  | Mads Conrad-Petersen (3) Skovshoved Rasmus Bonde (1) Aarhus AB             | Kamilla Rytter Juhl (2) Christinna Pedersen (2) Greve                     | Christinna Pedersen (1) Greve Rasmus Bonde (1) Aarhus AB                | Vejen Idrætscenter, Vejen               |
| 2013-14                    | Viktor Axelsen (1) Odense              | Mia Blichfeldt (1) Solrød Strand        | Mads Conrad-Petersen (4) Mads Pieler Kolding (1) Skovshoved                | Line Kruse (3) Marie Røpke (4) Gentofte                                   | Mads Conrad-Petersen (1) Julie Houmann (1) Skovshoved                   | Magion, Grindsted                       |
| 2014-15                    | Jan Ø. Jørgensen (3) Skovshoved        | Line Kjærsfeldt (1) Værløse             | Mathias Boe (4) Odense Carsten Mogensen (4) Skovshoved                     | Christinna Pedersen (3) Kamilla Rytter Juhl (3) Greve                     | Kamilla Rytter Juhl (3) Greve Mads Pieler Kolding (2) Skælskør          | Frederiksberg-Hallerne, Frederiksberg   |
| 2015-16                    | Rasmus Fladberg (1) Solrød Strand      | Line Kjærsfeldt (2) Værløse             | Mathias Boe (5) Odense OBK Carsten Mogensen (5) Skovshoved                 | Christinna Pedersen (4) Kamilla Rytter Juhl (4) Skovshoved                | Christinna Pedersen (2) Joachim Fischer Nielsen (2) Skovshoved          | Aarhus Stadionhal, Aarhus               |
| 2016-17                    | Anders Antonsen (1) Aarhus AB          | Mette Poulsen (1) Skælskør              | Rasmus Fladberg (1) Solrød Strand Frederik Colberg (1) Gentofte            | Sara Thygesen (1) Maiken Fruergaard Sørensen (1) Odense OBK               | Sara Thygesen (2) Odense OBK Mathias Christiansen (1) Greve             | Aarhus Stadionhal, Aarhus               |
| 2017-18                    | Anders Antonsen (2) Aarhus AB          | Mette Poulsen (2) Skovshoved            | Anders Skaarup Rasmussen (1) Højbjerg Kim Astrup Sørensen (1) Skælskør     | Sara Thygesen (2) Skovshoved Maiken Fruergaard Sørensen (2) Solrød Strand | Sara Thygesen (3) Skovshoved Niclas Nøhr (1) Solrød Strand              | Ceres Arena, Aarhus                     |
| 2018-19                    | Anders Antonsen (3) Aarhus AB          | Line Kjærsfeldt (3) Skælskør            | Mathias Bay-Smidt (1) Højbjerg Lasse Mølhede (1) Solrød Strand             | Julie Finne-Ipsen (1) Værløse Claudia Paredes (1) Skovshoved              | Rikke Søby Hansen (1) Greve Mathias Bay-Smidt (1) Højbjerg              | Ceres Arena, Aarhus                     |
| 2019-20                    | Viktor Axelsen (2) Skovshoved          | Line Christophersen (1) Gentofte        | Anders Skaarup (2) Højbjerg/ViaBiler Kim Astrup (2) Team Skælskør-Slagelse | Sara Thygesen (3) Skovshoved Maiken Fruergaard Sørensen (3) Solrød Strand | Sara Thygesen (4) Skovshoved Niclas Nøhr (2) Solrød Strand              | Ceres Arena, Aarhus                     |
| 2020-21                    | Victor Svendsen (1) Vendsyssel         | Line Christophersen (2) Gentofte        | Anders Skaarup (3) Kim Astrup (3) Højbjerg/ViaBiler                        | Sara Thygesen (4) Maiken Fruergaard (4) Odense OBK                        | Amalie Magelund (1) Team Skælskør-Slagelse Niclas Nøhr (3) Vendsyssel   | Blue Water Dokken, Esbjerg              |
| 2021-22                    | Anders Antonsen (4) Aarhus AB          | Line Christophersen (3) Gentofte        | Anders Skaarup (4) Kim Astrup (4) Højbjerg/ViaBiler                        | Freja Ravn (1) Amalie Magelund (1) Team Skælskør-Slagelse                 | Amalie Magelund (2) Team Skælskør-Slagelse Mathias Thyrri (1) Værløse   | Blue Water Dokken, Esbjerg              |
| 2022-23                    | Hans-Kristian Solberg Vittinghus       | Line Christophersen                     | Frederik Søgaard/Rasmus Kjær                                               | Sara Thygesen/Maiken Fruergaard                                           | Mathias Christiansen/Sara Thygesen                                      | Blue Water Dokken, Esbjerg              |
| 2023-24                    | Rasmus Gemke                           | Line Christophersen                     | Jesper Toft/Andreas Søndergaard                                            | Sara Thygesen/Maiken Fruergaard                                           | Jesper Toft/Clara Graversen                                             | Sydjysk Sparrekasse Skansen, Sønderborg |
| 2024-25                    |                                        |                                         |                                                                            |                                                                           |                                                                         | Sydjysk Sparrekasse Skansen, Sønderborg |

### Herresingle

#### Flest titler
| Antal titler | Spiller                | Første titel | Sidste titel |
| ------------ | ---------------------- | ------------ | ------------ |
| 10           | Peter Gade             | 1999-2000    | 2010-11      |
| 9            | Morten Frost           | 1977-78      | 1990-91      |
| 8            | Svend Pri              | 1965-66      | 1974-75      |
| 7            | Tage Madsen            | 1937-38      | 1945-46      |
| 6            | Poul-Erik Høyer Larsen | 1984-85      | 1997-98      |
| 5            | Erland Kops            | 1960-61      | 1966-67      |
| 4            | Poul Holm              | 1948-49      | 1952-53      |
| 4            | Jørn Skaarup           | 1946-47      | 1953-54      |
| 4            | Finn Kobberø           | 1954-55      | 1959-60      |
| 4            | Anders Antonsen        | 2016-17      | 2021-22      |
| 3            | Flemming Delfs         | 1975-76      | 1980-81      |
| 3            | Thomas Stuer-Lauridsen | 1991-92      | 1993-94      |
| 3            | Jan Ø. Jørgensen       | 2011-12      | 2014-15      |
| 2            | Kaj Andersen           | 1930-31      | 1932-33      |
| 2            | Svend Strømann         | 1931-32      | 1933-34      |
| 2            | Poul Vagn Nielsen      | 1934-35      | 1935-36      |
| 2            | Conny Jepsen           | 1938-39      | 1940-41      |
| 2            | Ib Frederiksen         | 1983-84      | 1985-86      |
| 2            | Peter Rasmussen        | 1996-97      | 1998-99      |
| 2            | Kenneth Jonassen       | 2003-04      | 2007-08      |
| 2            | Viktor Axelsen         | 2013-14      | 2019-20      |

#### Flest titler i træk
| Antal titler | Spiller                | Første titel | Sidste titel |
| ------------ | ---------------------- | ------------ | ------------ |
| 5            | Tage Madsen            | 1941-42      | 1945-46      |
| 4            | Peter Gade             | 1999-2000    | 2002-03      |
| 3            | Poul Holm              | 1950-51      | 1952-53      |
| 3            | Svend Pri              | 1967-68      | 1969-70      |
| 3            | Svend Pri              | 1971-72      | 1973-74      |
| 3            | Morten Frost           | 1977-78      | 1979-80      |
| 3            | Morten Frost           | 1981-82      | 1983-84      |
| 3            | Thomas Stuer-Lauridsen | 1991-92      | 1993-94      |
| 3            | Peter Gade             | 2004-05      | 2006-07      |
| 3            | Peter Gade             | 2008-09      | 2010-11      |
| 3            | Anders Antonsen        | 2016-17      | 2018-19      |

#### Største interval mellem første og sidste titel
| Interval | Spiller                | Første titel | Sidste titel |
| -------- | ---------------------- | ------------ | ------------ |
| 13 år    | Morten Frost           | 1977-78      | 1990-91      |
| 13 år    | Poul-Erik Høyer Larsen | 1984-85      | 1997-98      |
| 11 år    | Peter Gade             | 1999-2000    | 2010-11      |
| 9 år     | Svend Pri              | 1965-66      | 1974-75      |
| 8 år     | Tage Madsen            | 1937-38      | 1945-46      |
| 7 år     | Jørn Skaarup           | 1946-47      | 1953-54      |
| 6 år     | Finn Kobberø           | 1954-55      | 1959-60      |
| 6 år     | Erland Kops            | 1960-61      | 1966-67      |
| 6 år     | Viktor Axelsen         | 2013-14      | 2019-20      |
| 5 år     | Flemming Delfs         | 1975-76      | 1980-81      |
| 5 år     | Anders Antonsen        | 2016-17      | 2021-22      |
| 4 år     | Poul Holm              | 1948-49      | 1952-53      |
| 4 år     | Kenneth Jonassen       | 2003-04      | 2007-08      |

### Damesingle

#### Flest titler
| Antal titler | Spiller                 | Første titel | Sidste titel |
| ------------ | ----------------------- | ------------ | ------------ |
| 13           | Camilla Martin          | 1990-91      | 2002-03      |
| 12           | Lene Køppen             | 1971-72      | 1982-83      |
| 10           | Tine Baun               | 2003-04      | 2012-13      |
| 8            | Tonny Ahm               | 1937-38      | 1956-57      |
| 7            | Ruth Frederiksen        | 1930-31      | 1936-37      |
| 7            | Kirsten Larsen          | 1982-82      | 1988-89      |
| 5            | Line Christophersen     | 2019-20      | 2023-24      |
| 3            | Charlotte Hattens       | 1984-85      | 1989-90      |
| 3            | Line Kjærsfeldt         | 2014-15      | 2018-19      |
| 2            | Agnete Friis            | 1940-41      | 1943-44      |
| 2            | Kirsten Thorndal        | 1946-47      | 1950-51      |
| 2            | Aase Schiøtt Jacobsen   | 1952-53      | 1953-54      |
| 2            | Inger Kjærsgaard        | 1954-55      | 1958-59      |
| 2            | Tonny Holst-Christensen | 1955-56      | 1959-60      |
| 2            | Ulla Strand             | 1962-63      | 1967-68      |
| 2            | Imre Rietveld Nielsen   | 1968-69      | 1969-70      |
| 2            | Lizbeth von Barnekow    | 1965-66      | 1970-71      |
| 2            | Hanne Jensen            | 1957-58      | 1960-61      |
| 2            | Agnethe Juul            | 1979-80      | 1983-84      |
| 2            | Mette Poulsen           | 2016-17      | 2017-18      |

#### Flest titler i træk
| Antal titler | Spiller             | Første titel | Sidste titel |
| ------------ | ------------------- | ------------ | ------------ |
| 13           | Camilla Martin      | 1990-91      | 2002-03      |
| 12           | Lene Køppen         | 1971-72      | 1982-83      |
| 10           | Tine Baun           | 2003-04      | 2012-13      |
| 7            | Ruth Frederiksen    | 1930-31      | 1936-37      |
| 5            | Line Christophersen | 2019-20      | 2023-24      |
| 4            | Kirsten Larsen      | 1985-86      | 1988-89      |
| 3            | Tonny Ahm           | 1937-38      | 1939-40      |
| 3            | Tonny Ahm           | 1947-48      | 1949-50      |
| 3            | Kirsten Larsen      | 1981-82      | 1983-84      |
| 3            | Charlotte Hattens   | 1984-85      | 1989-90      |

#### Største interval mellem første og sidste titel
| Interval | Spiller                 | Første titel | Sidste titel |
| -------- | ----------------------- | ------------ | ------------ |
| 19 år    | Tonny Ahm               | 1937-38      | 1956-57      |
| 12 år    | Camilla Martin          | 1990-91      | 2002-03      |
| 11 år    | Lene Køppen             | 1971-72      | 1982-83      |
| 9 år     | Tine Baun               | 2003-04      | 2012-13      |
| 7 år     | Kirsten Larsen          | 1982-82      | 1989-89      |
| 6 år     | Ruth Frederiksen        | 1930-31      | 1936-37      |
| 5 år     | Ulla Strand             | 1962-63      | 1967-68      |
| 5 år     | Lizbeth von Barnekow    | 1965-66      | 1970-71      |
| 5 år     | Charlotte Hattens       | 1984-85      | 1989-90      |
| 4 år     | Kirsten Thorndal        | 1946-47      | 1950-51      |
| 4 år     | Inger Kjærsgaard        | 1954-55      | 1958-59      |
| 4 år     | Tonny Holst-Christensen | 1955-56      | 1959-60      |
| 4 år     | Agnethe Juul            | 1979-80      | 1983-84      |
| 4 år     | Line Kjærsfeldt         | 2014-15      | 2018-19      |

### Herredouble

#### Flest titler
Spillere
| Antal titler | Spiller                   | Første titel | Sidste titel |
| ------------ | ------------------------- | ------------ | ------------ |
| 9            | Finn Kobberø              | 1954-55      | 1965-66      |
| 9            | Jon Holst-Christensen     | 1989-90      | 1997-98      |
| 8            | Tage Madsen               | 1936-37      | 1948-49      |
| 7            | Carl Frøhlke              | 1936-37      | 1944-45      |
| 7            | Jørgen Hammergaard Hansen | 1954-55      | 1965-66      |
| 6            | Jens Peter Nierhoff       | 1981-82      | 1989-90      |
| 6            | Thomas Lund               | 1986-87      | 1995-96      |
| 5            | Sven Strømann             | 1930-31      | 1934-35      |
| 5            | Jørn Skaarup              | 1945-46      | 1955-56      |
| 5            | Preben Dabelsteen         | 1945-46      | 1955-56      |
| 5            | Svend Pri                 | 1969-70      | 1976-77      |
| 5            | Michael Kjeldsen          | 1983-84      | 1988-89      |
| 5            | Mark Christiansen         | 1983-84      | 1988-89      |
| 5            | Michael Søgaard           | 1993-94      | 2002-03      |
| 5            | Jens Eriksen              | 1998-99      | 2005-06      |
| 5            | Mathias Boe               | 2007-08      | 2015-16      |
| 5            | Carsten Mogensen          | 2007-08      | 2015-16      |
| 4            | Erland Kops               | 1960-61      | 1968-69      |
| 4            | Flemming Delfs            | 1974-75      | 1980-81      |
| 4            | Steen Skovgaard           | 1976-77      | 1982-83      |
| 4            | Mads Conrad-Petersen      | 2010-11      | 2013-14      |
| 4            | Jonas Rasmussen           | 2003-04      | 2011-12      |
| 4            | Anders Skaarup            | 2017-18      | 2021-22      |
| 4            | Kim Astrup                | 2017-18      | 2021-22      |

Makkerpar
| Antal titler | Spiller                                   | Første titel | Sidste titel |
| ------------ | ----------------------------------------- | ------------ | ------------ |
| 8            | Finn Kobberø og Jørgen Hammergaard Hansen | 1954-55      | 1965-66      |
| 7            | Tage Madsen og Carl Frøhlke               | 1936-37      | 1944-45      |
| 5            | Jørn Skaarup og Preben Dabelsteen         | 1945-46      | 1955-56      |
| 5            | Jon Holst-Christensen og Thomas Lund      | 1990-91      | 1995-96      |
| 5            | Mathias Boe og Carsten Mogensen           | 2007-08      | 2015-16      |
| 4            | Michael Kjeldsen og Mark Christiansen     | 1983-84      | 1988-89      |
| 4            | Anders Skaarup og Kim Astrup              | 2017-18      | 2021-22      |
| 3            | Sejlit Raaskou og Sven Strømann           | 1930-31      | 1932-33      |
| 3            | Poul Holm og Ole Jensen                   | 1951-52      | 1953-54      |
| 3            | Jon Holst-Christensen og Michael Søgaard  | 1993-94      | 1997-98      |
| 3            | Jens Eriksen og Martin Lundgaard          | 2001-02      | 2005-06      |

#### Flest titler i træk
Spillere
| Antal titler | Spiller                   | Første titel | Sidste titel |
| ------------ | ------------------------- | ------------ | ------------ |
| 9            | Jon Holst-Christensen     | 1989-90      | 1997-98      |
| 5            | Sven Strømann             | 1930-31      | 1934-35      |
| 4            | Finn Kobberø              | 1956-57      | 1959-60      |
| 4            | Mads Conrad-Petersen      | 2010-11      | 2013-14      |
| 3            | Sejlit Raaskou            | 1930-31      | 1932-33      |
| 3            | Tage Madsen               | 1939-40      | 1941-42      |
| 3            | Carl Frøhlke              | 1939-40      | 1941-42      |
| 3            | Jørn Skaarup              | 1945-46      | 1947-48      |
| 3            | Preben Dabelsteen         | 1945-46      | 1947-48      |
| 3            | Poul Holm                 | 1951-52      | 1953-54      |
| 3            | Ole Jensen                | 1951-52      | 1953-54      |
| 3            | Jørgen Hammergaard Hansen | 1961-62      | 1963-64      |
| 3            | Henning Borch             | 1966-67      | 1968-69      |
| 3            | Per Walsøe                | 1969-70      | 1971-72      |
| 3            | Poul Petersen             | 1971-72      | 1973-74      |
| 3            | Jens Peter Nierhoff       | 1981-82      | 1983-84      |
| 3            | Mark Christiansen         | 1983-84      | 1985-86      |
| 3            | Thomas Lund               | 1990-91      | 1992-93      |
| 3            | Mathias Boe               | 2007-08      | 2009-10      |
| 3            | Carsten Mogensen          | 2007-08      | 2009-10      |
| 3            | Anders Skaarup            | 2019-20      | 2021-22      |
| 3            | Kim Astrup                | 2019-20      | 2021-22      |

Makkerpar
| Antal titler | Spiller                                   | Første titel | Sidste titel |
| ------------ | ----------------------------------------- | ------------ | ------------ |
| 3            | Sejlit Raaskou og Sven Strømann           | 1930-31      | 1932-33      |
| 3            | Tage Madsen og Carl Frøhlke               | 1939-40      | 1941-42      |
| 3            | Jørn Skaarup og Preben Dabelsteen         | 1945-46      | 1947-48      |
| 3            | Poul Holm og Ole Jensen                   | 1951-52      | 1953-54      |
| 3            | Finn Kobberø og Jørgen Hammergaard Hansen | 1961-62      | 1963-64      |
| 3            | Michael Kjeldsen og Mark Christiansen     | 1983-84      | 1985-86      |
| 3            | Jon Holst-Christensen og Thomas Lund      | 1990-91      | 1992-93      |
| 3            | Mathias Boe og Carsten Mogensen           | 2007-08      | 2009-10      |

#### Største interval mellem første og sidste titel
| Interval | Spiller                   | Første titel | Sidste titel |
| -------- | ------------------------- | ------------ | ------------ |
| 12 år    | Tage Madsen               | 1936-37      | 1948-49      |
| 11 år    | Finn Kobberø              | 1954-55      | 1965-66      |
| 11 år    | Jørgen Hammergaard Hansen | 1954-55      | 1965-66      |
| 10 år    | Jørn Skaarup              | 1945-46      | 1955-56      |
| 10 år    | Preben Dabelsteen         | 1945-46      | 1955-56      |
| 9 år     | Thomas Lund               | 1986-87      | 1995-96      |
| 9 år     | Michael Søgaard           | 1993-94      | 2002-03      |
| 8 år     | Carl Frøhlke              | 1936-37      | 1944-45      |
| 8 år     | Erland Kops               | 1960-61      | 1968-69      |
| 8 år     | Jens Peter Nierhoff       | 1981-82      | 1989-90      |
| 8 år     | Jon Holst-Christensen     | 1989-90      | 1997-98      |
| 8 år     | Jonas Rasmussen           | 2003-04      | 2011-12      |
| 8 år     | Mathias Boe               | 2007-08      | 2015-16      |
| 8 år     | Carsten Mogensen          | 2007-08      | 2015-16      |
| 7 år     | Svend Pri                 | 1969-70      | 1976-77      |
| 7 år     | Jens Eriksen              | 1998-99      | 2005-06      |
| 6 år     | Flemming Delfs            | 1974-75      | 1980-81      |
| 6 år     | Steen Skovgaard           | 1976-77      | 1982-83      |

### Damedouble
Tekst mangler, hjælp os med at skrive teksten

### Mixed double
Tekst mangler, hjælp os med at skrive teksten